# Аксель Шпрінгер
Аксель Шпрінґер (Axel Cäsar Springer; 2 травня 1912, Альтона, Гамбург — 22 вересня 1985, Західний Берлін) — німецький журналіст, засновник і власник Axel Springer AG.

## Біографія
Народився в Альтоні (Гамбург) в родині видавця Генріха Шпрінґера. Кар'єру Аксель почав в 1947 році з заснування компанії Axel Springer GmbH в Гамбурзі. Під дахом цієї компанії перебувала газета Hamburger Abendblatt, а пізніше Шпрінґер розширив діяльність, стартуючи нові журнали, такі як Hör zu — популярний журнал ТВ- і радіо-програм. У 1952 році Шпрінґер в список діяльності додав видання таблоїда Bild, який незабаром став впливовим мас-щоденником тиражем понад мільйон.